# 워싱턴 먼슬리
워싱턴 먼슬리(Washington Monthly)은 격주간으로 발행되는 미국의 비영리 잡지로서 워싱턴 D.C.를 중심으로 한 정치 및 행정부를 다룬다. 매년 발표하는 미국 대학 순위로 유명하다. 이 순위는 포브스 혹은 U.S. 뉴스 & 월드 리포트에서 발표하는 대학 순위의 대안으로 평가받고 있다.

## 역사
1969년 미국, 찰스 피터스 (Charles Peters)에 의해 세워졌다.